# Dème d'Agía Triáda
Le dème d'Agía Triáda, en grec moderne : Δήμος Αγίας Τριάδας / Dímos Agías Triáda, est un ancien dème du district régional de Kastoriá, en Macédoine-Occidentale, Grèce. Depuis 2010, il est fusionné au sein du dème de Kastoriá.
Selon le recensement de 2011, la population du dème s'élève à 6 588 habitants.